# Ягода
Я́года (в бытовом значении) — маленький сочный или мясистый плод, обычно кустарниковых или травянистых растений; в плодоводстве — плод, у которого съедобен весь околоплодник. Данное определение не в полной мере соответствует ботаническому термину «ягода», с ботанической точки зрения к ягодам относятся помидоры и не относятся малина и земляника.

## История
Ягоды были для людей ценным источником пищи ещё до начала земледелия и до сих пор остаются одним из основных источников пищи для других приматов. Они тысячелетиями были важнейшей сезонной пищей для ранних охотников-собирателей, да и сегодня собирание ягод остаётся популярным занятием в Европе и Северной Америке. Со временем люди научились хранить ягоды, чтобы есть их зимой. Из них можно приготовить джем и варенье, а коренные американцы (индейцы), смешивая ягоды с мясом и салом, делают пеммикан.

## Ягода с точки зрения ботаники
С точки зрения науки ботаники термин «ягода» обозначает определённый тип плода, с плотной тонкой кожурой и сочной серединой. Внутри всегда есть семена.

## Выращивание
В Европе клубнику выращивают в садах с XIV века. Голубику начали культивировать в 1911 году, а первый товарный урожай был получен в 1916 году. Растения из родов Vaccinium и Gaylussacia всех разновидностей не полностью одомашнены, но с 1994 по 2010 год предпринимались попытки одомашнивания экономически значимой западной черники. Многие другие разновидности Vaccinium также не одомашнены, а некоторые из них имеют коммерческое значение.
Плоды ягодных культур имеют важное пищевое и лекарственное значение. Дикорастущие ягоды служат кормом для животных и птиц.

Плоды ягодных культур содержат полезные для питания человека витамины, органические кислоты, биологически активные вещества, сахара, эфирные масла.
Человек издавна употребляет в пищу ароматные и вкусные как дикорастущие, так и культивируемые ягоды, которые способствуют борьбе с неблагоприятными факторами внешней среды. При регулярном их употреблении наш организм вырабатывает иммунитет ко многим заболеваниям, даже таким грозным как гипертония, атеросклероз, инфаркт миокарда, инсульт и др.
В большинстве своём ягоды потребляют в свежем виде, а для длительного хранения их сушат или замораживают. Готовят из них соки, сиропы, варенье, желе, джемы, повидло, муссы, вина, наливки и пр.

### Производство ягод в России
В 2021 году валовой сбор ягод в хозяйствах России всех категорий составил 703,5 тысяч тонн, а средняя урожайность ягодников (с учетом хозяйств населения) с 2015 года возросла на 14% до 7,9 тонны с гектара. Самой популярной ягодой является земляника садовая, урожайность которой составила 5,1 т/га. По остальным ягодам урожайность на гектар различна: по крыжовнику может достигать 30 т/га, по смородине – 25 т/га, а по малине – 15 т/га. Помимо этих наиболее популярных ягод, перспективными для выращивания в Центральной России могут быть жимолость, актинидия и ирга.
Более половины валового сбора ягод в России дают два федеральных округа: Приволжский (28,7% от общего объёма, или 201,9 тыс. тонн) и Центральный (23,9%, или 168,4 тыс. тонн). С 2015 года наибольшего прогресса в сборе урожая добились ягодоводы Сибирского (+22%, собрано 72,9 тыс. тонн) и Северо-Западного (+12%, собрано 50,6 тыс. тонн) федеральных округов. «Самым ягодным» регионом стала Московская область, где выращивается 45,6 тыс. тонн продукции. .

### Преимущества ягодных культур
Ягодные культуры имеют ряд преимуществ по сравнению с другими плодовыми культурами. К ним относятся ранее вступление в плодоношение после посадки, ранние сроки созревания плодов (например, жимолость синяя, считается самой скороспелой плодовой культурой), высокие и регулярные урожаи, небольшой компактный размер растений, высокий уровень пластичности ягодных культур в зависимости от почвенно-климатических условий выращивания, относительная лёгкость вегетативного размножения сортов (розетками, отпрысками, отводками, черенками, усами).

### Недостатки ягодных культур

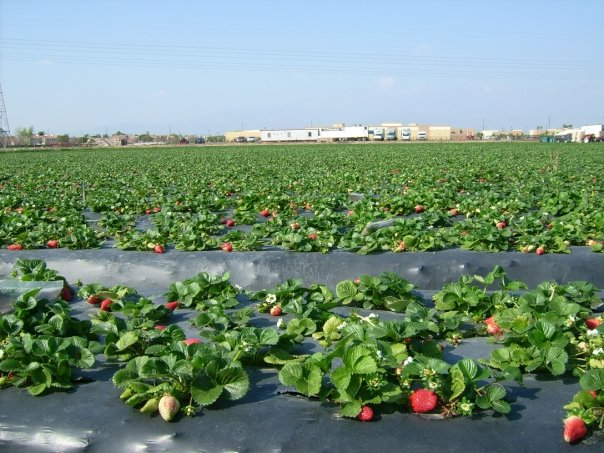
Плантация земляники садовой

У ягодных культур имеются свои недостатки. Так, например, плоды из-за тонкой нежной кожицы не подлежат длительному хранению, быстро теряют потребительские качества после сбора урожая, малотранспортабельны.

Большинство ягодных культур сильно поражаются болезнями и вредителями.

Ягодные культуры не отличаются долговечностью.

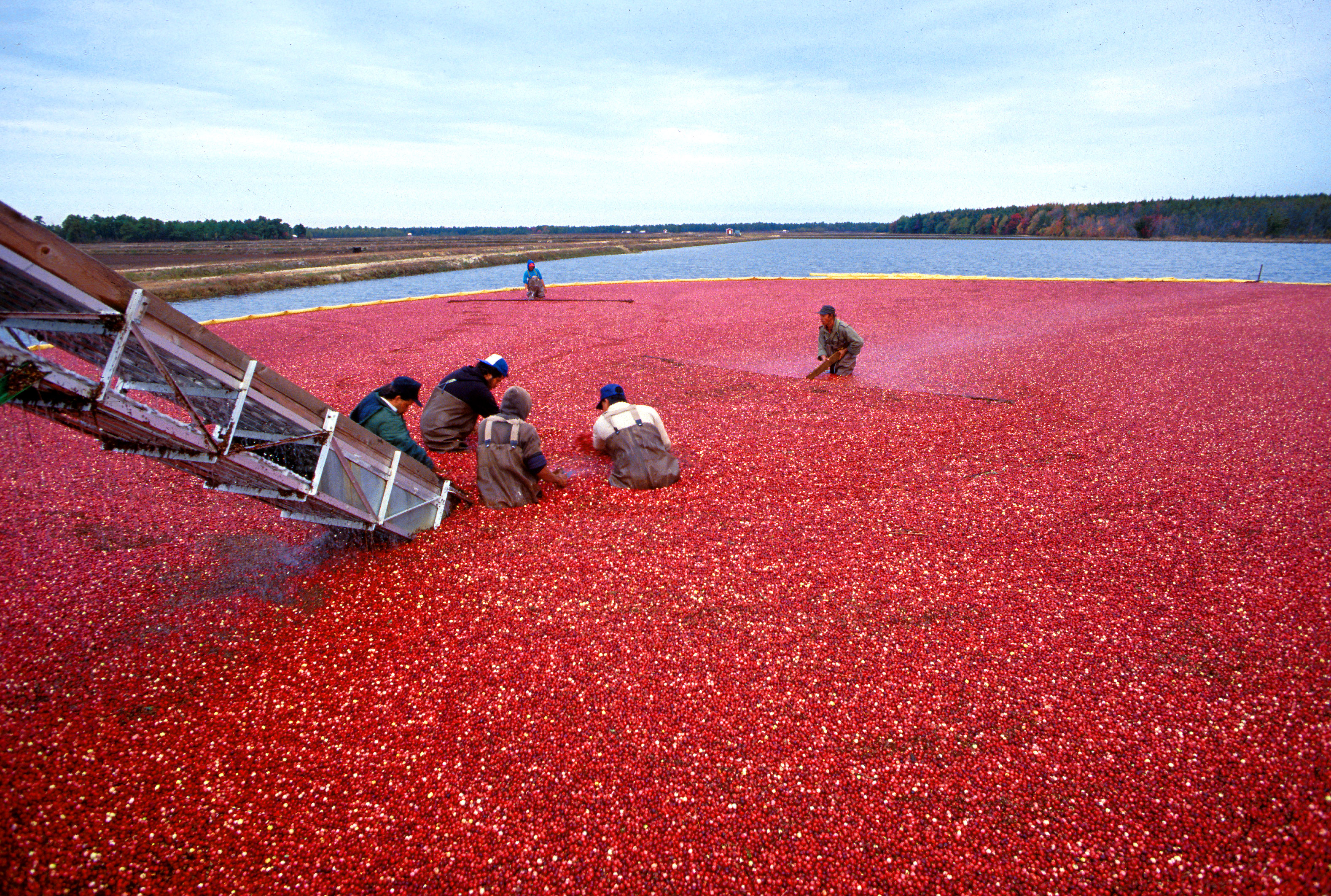
Сбор клюквы на промышленной плантации

### Наиболее распространённые ягодные культуры
- культивируемые:
  - земляника садовая - в быту закрепилось название "клубника"
  - земляника
  - смородина
  - малина
  - крыжовник
  - голубика высокорослая
  - облепиха
  - жимолость съедобная
  - актинидия
- дикорастущие:
  - клюква
  - брусника
  - черника
  - голубика